# Charles Doolittle Walcott taxonjai

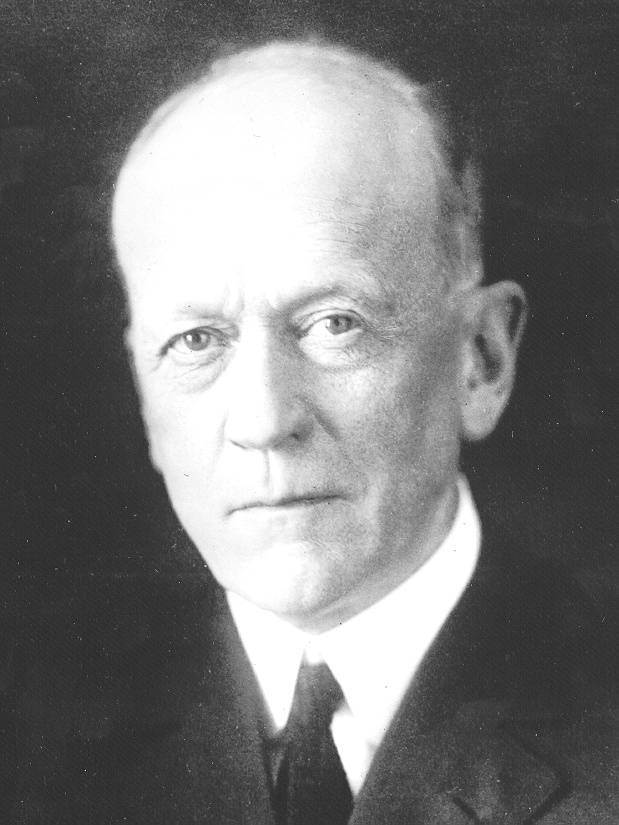
Charles Doolittle Walcott

Ezen a listán azok a taxon nevek szerepelnek, amelyeket Charles Doolittle Walcott (1850–1927) alkotott. Azok a taxon nevek, amelyek nincsenek belinkelve, manapság csak szinonimaként használtak (az alábbi lista nem teljes):

## Ízeltlábúak
- Anomalocaris emmonsi Walcott, 1886
- Anomalocaris nathorsti Walcott, 1911
- Anomalocaris whiteavesi Walcott, 1908
- Anomalocaris gigantea Walcott, 1912
- Peytoia Walcott, 1911[1]
- Laggania Walcott, 1911 - Peytoia[2]
- Peytoia nathorsti Walcott, 1911
- Laggania cambria Walcott, 1911 - Peytoia nathorsti